# Aeroportul Liverpool John Lennon
Aeroportul Liverpool John Lennon (IATA: LPL, ICAO: EGGP) este un aeroport din Speke⁠(d), Liverpool, Liverpool⁠(d), Merseyside, North West England, Anglia, Regatul Unit ce deservește zona Liverpool. Aeroportul a fost tranzitat în 2022 de 3.490.655 de pasageri. A fost deschis în 1933 și numit după John Lennon.
Situat la o altitudine de 24 m, aeroportul dispune de 1 pistă.

## Infrastructură

### Piste
Aeroportul dispune de o singură pistă. Pista 09/27 are suprafața de asfalt și dimensiunile 2.285 m × 46 m. 